# Janne Saksela
Janne Saksela (Vantaa, 14 maart 1993) is een Fins voormalig voetballer die doorgaans speelde als rechtsback. Tussen 2009 en 2023 was hij actief voor PK-35, HJK Helsinki, JJK Jyväskylä, RoPS, Sparta Rotterdam, Ilves en opnieuw HJK Helsinki. Saksela maakte in 2016 zijn debuut in het Fins voetbalelftal en kwam uiteindelijk tot acht interlandoptredens.

## Clubcarrière
Saksela maakte zijn professionele debuut voor PK-35, de club uit zijn geboorteplaats. Op 13 september 2009 speelde hij voor de eerste maal mee in de Ykkönen, het tweede Finse niveau. Op die dag was FC Kiisto met 3–1 te sterk. Begin 2012 maakte de Fin de overstap naar topclub HJK Helsinki. Voor HJK zou hij echter niet in actie komen in de competitie en na een half jaar verkaste hij alweer naar JJK Jyväskylä. Het kalenderjaar 2013 miste Saksela door een knieblessure. Na dit jaar verliet hij JJK en hierop tekende hij bij RoPS. In 2015 en 2016 had de vleugelverdediger een vaste basisplaats bij de club.
In oktober 2016 werd hij vastgelegd door Sparta Rotterdam. Bij de Nederlandse club ondertekende hij een verbintenis die in zou gaan vanaf januari 2017 en zou lopen tot de zomer van 2019. Tijdens het seizoen 2016/17 handhaafde hij zich met Sparta in de Eredivisie. Een jaar later degradeerde Sparta door in de nacompetitie te verliezen van FC Emmen maar Saksela kwam in dit seizoen door blessures niet in actie. Saksela speelde met Sparta in het seizoen 2018/19 in de Eerste divisie welke met een tweede plaats werd afgesloten. In de nacompetitie werd gewonnen van TOP Oss en De Graafschap waardoor Sparta alsnog promoveerde naar de Eredivisie.
Na het seizoen maakte Sparta bekend dat het aflopende contract van Saksela niet zal worden verlengd. Hierop keerde de vleugelverdediger terug naar Finland, waar hij voor Ilves ging spelen. In april 2021 verruilde hij die club voor HJK Helsinki. In januari 2023 besloot Saksela op negenentwintigjarige leeftijd een punt te zetten achter zijn actieve loopbaan.

## Clubstatistieken
| Seizoen | Club             | Competitie     | Competitie | Competitie | Beker | Beker | Nacompetitie | Nacompetitie | Internationaal | Internationaal | Totaal | Totaal |
| Seizoen | Club             | Competitie     | Wed.       | Dlp.       | Wed.  | Dlp.  | Wed.         | Dlp.         | Wed.           | Dlp.           | Wed.   | Dlp.   |
| ------- | ---------------- | -------------- | ---------- | ---------- | ----- | ----- | ------------ | ------------ | -------------- | -------------- | ------ | ------ |
| 2011    | PK-35            | Ykkönen        | 1          | 0          | 0     | 0     | —            | —            | —              | —              | 1      | 0      |
| 2010    | PK-35            | Ykkönen        | 9          | 0          | 0     | 0     | —            | —            | —              | —              | 9      | 0      |
| 2011    | PK-35            | Ykkönen        | 9          | 1          | 0     | 0     | —            | —            | —              | —              | 9      | 1      |
| 2012    | HJK Helsinki     | Veikkausliiga  | 0          | 0          | 3     | 0     | —            | —            | —              | —              | 3      | 0      |
| 2012    | JJK Jyväskylä    | Veikkausliiga  | 9          | 1          | 6     | 0     | —            | —            | —              | —              | 39     | 0      |
| 2013    | JJK Jyväskylä    | Veikkausliiga  | 0          | 0          | 0     | 0     | —            | —            | —              | —              | 0      | 0      |
| 2014    | RoPS             | Veikkausliiga  | 12         | 0          | 4     | 0     | —            | —            | —              | —              | 16     | 0      |
| 2015    | RoPS             | Veikkausliiga  | 27         | 1          | 8     | 3     | —            | —            | —              | —              | 35     | 4      |
| 2016    | RoPS             | Veikkausliiga  | 30         | 2          | 1     | 0     | —            | —            | 4              | 1              | 35     | 3      |
| 2016/17 | Sparta Rotterdam | Eredivisie     | 5          | 0          | 0     | 0     | —            | —            | —              | —              | 5      | 0      |
| 2017/18 | Sparta Rotterdam | Eredivisie     | 0          | 0          | 0     | 0     | 0            | 0            | —              | —              | 0      | 0      |
| 2018/19 | Sparta Rotterdam | Eerste divisie | 17         | 0          | 0     | 0     | 2            | 0            | —              | —              | 19     | 0      |
| 2019    | Ilves            | Veikkausliiga  | 2          | 0          | 0     | 0     | —            | —            | —              | —              | 2      | 0      |
| 2020    | Ilves            | Veikkausliiga  | 9          | 0          | 2     | 0     | —            | —            | 0              | 0              | 11     | 0      |
| 2021    | HJK Helsinki     | Veikkausliiga  | 17         | 0          | 2     | 1     | —            | —            | 8              | 1              | 27     | 2      |
| 2022    | HJK Helsinki     | Veikkausliiga  | 2          | 0          | 1     | 0     | —            | —            | 0              | 0              | 3      | 0      |
| Totaal  | Totaal           | Totaal         | 149        | 5          | 27    | 4     | 2            | 0            | 12             | 2              | 190    | 12     |

## Interlandcarrière
Saksela maakte zijn debuut in het Fins voetbalelftal op 10 januari 2016, toen met 3–0 verloren werd van Zweden. Hij moest van bondscoach Hans Backe starten als wisselspeler. In de rust betrad hij het veld als vervanger van Akseli Pelvas. Later dat jaar kwam de vleugelverdediger ook tot zijn eerste optreden in een officieel duel van de nationale ploeg. Op 9 oktober was Kroatië met 0–1 te sterk door een treffer van Mario Mandžukić. Saksela mocht van Backe in de basis beginnen en hij speelde het gehele duel mee.
| Interlands van Janne Saksela voor Finland | Interlands van Janne Saksela voor Finland | Interlands van Janne Saksela voor Finland | Interlands van Janne Saksela voor Finland | Interlands van Janne Saksela voor Finland | Interlands van Janne Saksela voor Finland | Interlands van Janne Saksela voor Finland |
| №                                         | Datum                                     | Wedstrijd                                 | Uitslag                                   | Competitie                                | Goals                                     |                                           |
| Als speler bij RoPS                       | Als speler bij RoPS                       | Als speler bij RoPS                       | Als speler bij RoPS                       | Als speler bij RoPS                       | Als speler bij RoPS                       | Als speler bij RoPS                       |
| ----------------------------------------- | ----------------------------------------- | ----------------------------------------- | ----------------------------------------- | ----------------------------------------- | ----------------------------------------- | ----------------------------------------- |
| 1                                         | 10 januari 2016                           | Zweden – Finland                          | 3 – 0                                     | Vriendschappelijk                         |                                           |                                           |
| 2                                         | 13 januari 2016                           | Finland – IJsland                         | 0 – 1                                     | Vriendschappelijk                         |                                           |                                           |
| 3                                         | 26 maart 2016                             | Polen – Finland                           | 5 – 0                                     | Vriendschappelijk                         |                                           |                                           |
| 4                                         | 1 juni 2016                               | België – Finland                          | 1 – 1                                     | Vriendschappelijk                         |                                           |                                           |
| 5                                         | 31 augustus 2016                          | Duitsland – Finland                       | 2 – 0                                     | Vriendschappelijk                         |                                           |                                           |
| 6                                         | 9 oktober 2016                            | Finland – Kroatië                         | 0 – 1                                     | WK 2018 kwalificatie                      |                                           |                                           |
| 7                                         | 12 november 2016                          | Oekraïne – Finland                        | 1 – 0                                     | WK 2018 kwalificatie                      |                                           |                                           |
| Als speler bij Sparta Rotterdam           |                                           |                                           |                                           |                                           |                                           |                                           |
| 8                                         | 28 maart 2017                             | Oostenrijk – Finland                      | 1 – 1                                     | Vriendschappelijk                         |                                           |                                           |